# These Days (Foo Fighters)
"These Days" is een nummer van de Amerikaanse band Foo Fighters. Het verscheen op hun album Wasting Light uit 2011. Op 1 november van dat jaar werd het nummer uitgebracht als de vijfde single van het album.

## Achtergrond
"These Days" is geschreven door leadzanger Dave Grohl, maar toegeschreven aan alle bandleden, en geproduceerd door Butch Vig. Grohl vindt het zijn favoriete door hem geschreven nummer. Het nummer kende enige successen in de wereldwijde hitlijsten. In de Verenigde Staten wist het weliswaar de Billboard Hot 100 niet te bereiken, maar kwam het tot de elfde plaats in de "Bubbling Under"-lijst met tips voor deze lijst en werd de top 3 behaald in diverse rocklijsten. In Australië en Canada kwam het respectievelijk tot plaats 60 en 63 in de hitlijsten, terwijl het nummer in het Verenigd Koninkrijk de negentiende plaats bereikte in de rock- en metallijst. In Vlaanderen kwam het niet in de Ultratop 50 terecht, maar piekte het op de tiende plaats in de "Bubbling Under"-lijst.
De videoclip van "These Days", geregisseerd door Wayne Isham, werd uitgebracht op 30 januari 2012. In de clip zijn de bandleden te zien tijdens hun optreden in Milton Keynes in Engeland en tijdens de tournee door Australië en Nieuw-Zeeland in 2011. Op 18 augustus 2012 droeg de band het nummer tijdens hun optreden op Pukkelpop op aan de slachtoffers van de storm op het festival, precies een jaar eerder.

## NPO Radio 2 Top 2000
| Nummer met noteringen in de NPO Radio 2 Top 2000 | '18  | '19  | '20-'21 | '22  |
| ------------------------------------------------ | ---- | ---- | ------- | ---- |
| These Days                                       | 1577 | 1890 | -       | 1878 |

1. ↑  Een '-' betekent dat het nummer niet was genoteerd en een vetgedrukt getal geeft de hoogste notering aan.
2. ↑  2018 was het eerste jaar met een notering voor dit nummer.
3. ↑  Deze tabel is bijgewerkt tot en met de laatste editie (2024).